# Zedernöl

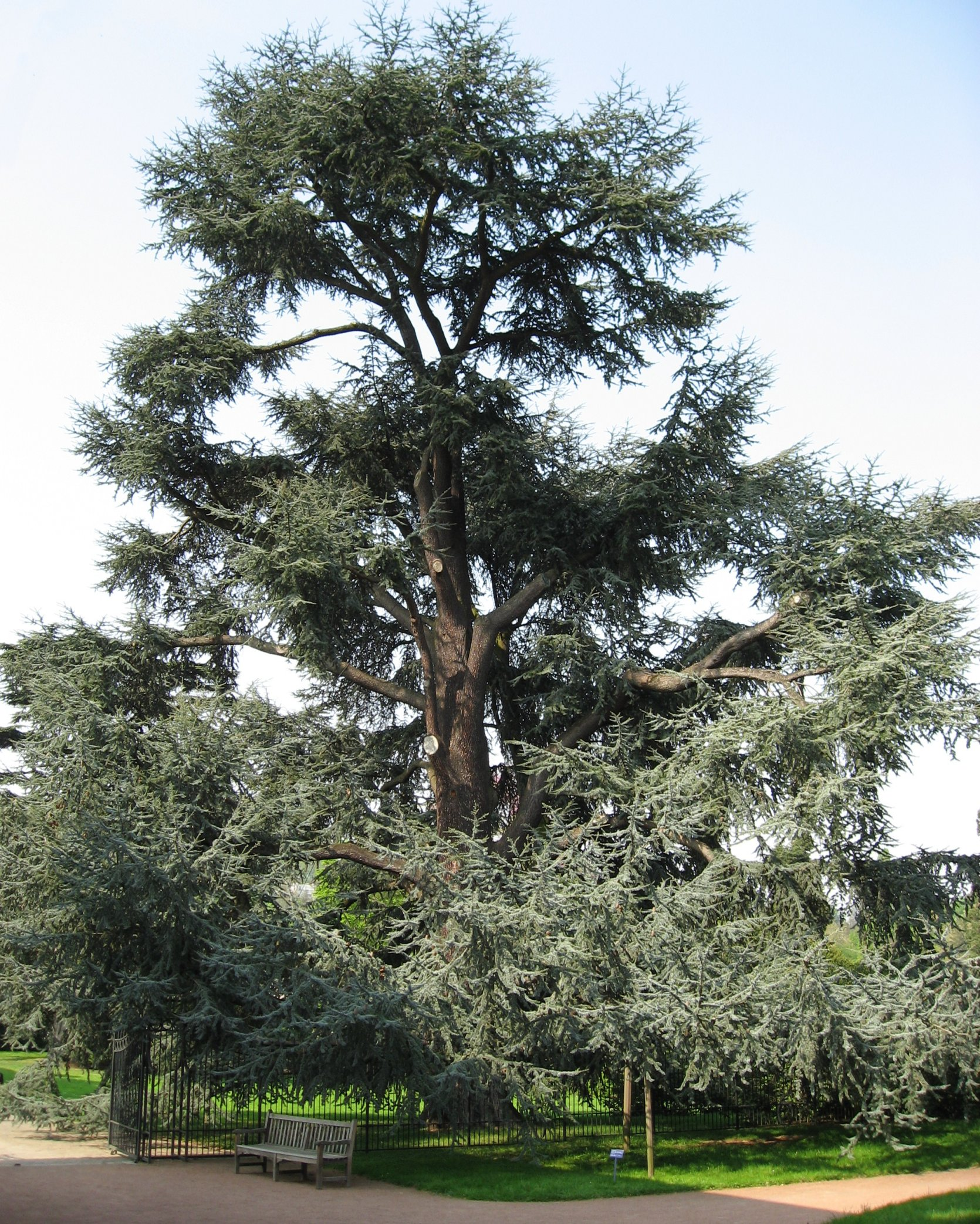
Atlas-Zeder (Cedrus atlantica)

Zedernöl oder Zeder(n)holzöl (Oleum cedri, Oleum cedri ligni) ist ein aus dem Holz bestimmter Zedernarten gewonnenes ätherisches Öl. Es wird in der Aromatherapie verwendet.
Von den weltweit drei Zedernarten der Atlas-Zeder (Cedrus atlantica) (Atlas-Zedernöl), der Himalaya-Zeder (Cedrus deodora) (Deodar-Zedernöl) und der Libanon-Zeder (Cedrus libani) (Echtes Zedernöl) werden heutzutage nur die Atlas-Zeder und die Himalaya-Zeder für die ätherische Ölgewinnung verwendet. Nur deren ätherische Öle haben die in der Literatur beschriebene Wirkweise. Die Warnhinweise in der Literatur beziehen sich auf die Falschdeklarationen mit Hölzern aus anderen Pflanzenfamilien, die eine komplett andere biochemische Zusammensetzung und auch Wirkweise haben.
Als (optisches) Zedernöl wird eingedicktes Zedernöl bezeichnet, wobei es meistens von Juniperus-Arten stammt.
Es ist nicht zu verwechseln mit Zedernussöl, welches auch manchmal als Zedernöl bezeichnet wird.
Als Zedernharz (Resina cedri, Zederngummi) wird  ein weißgelbliches, durchsichtiges, zerreibbares, dem Mastix ähnliches, wohlriechendes Harz bezeichnet, welches entweder von selbst oder nach gemachten Einschnitten aus der Rinde der Zedern ausfließt.

## Gewinnung
Das ätherische Öl der Zedern gewinnt man mittels Wasserdampf-Destillation aus den Holz- und Sägespänen der Zedern. Das ätherische Öl der berühmten Libanon-Zeder (Oleum cedri verum) ist seit einem Jahrhundert nicht mehr im Handel erhältlich, da es sich hier um einen im Libanon geschützten Baumbestand von nur noch ca. 400 Bäumen handelt. Das Öl ist bräunlichgelb und riecht angenehm, balsamisch-holzig, würzig. Die Zusammensetzung dieser „Echten und Atlas-Zedernöle“ besteht hauptsächlich aus Sesquiterpenen Himachalen, Himachalol, Atlanton, Deodaron und dem Diterpen Manool sowie dem Alkohol Longborneol. Die Zusammensetzung des Deodar-Zedernöls ist ähnlich.
Es werden auch Resinoide (Harz und Balsame) aus den Hölzern mittels Lösemittelextraktion gewonnen.

## Verfälschungen

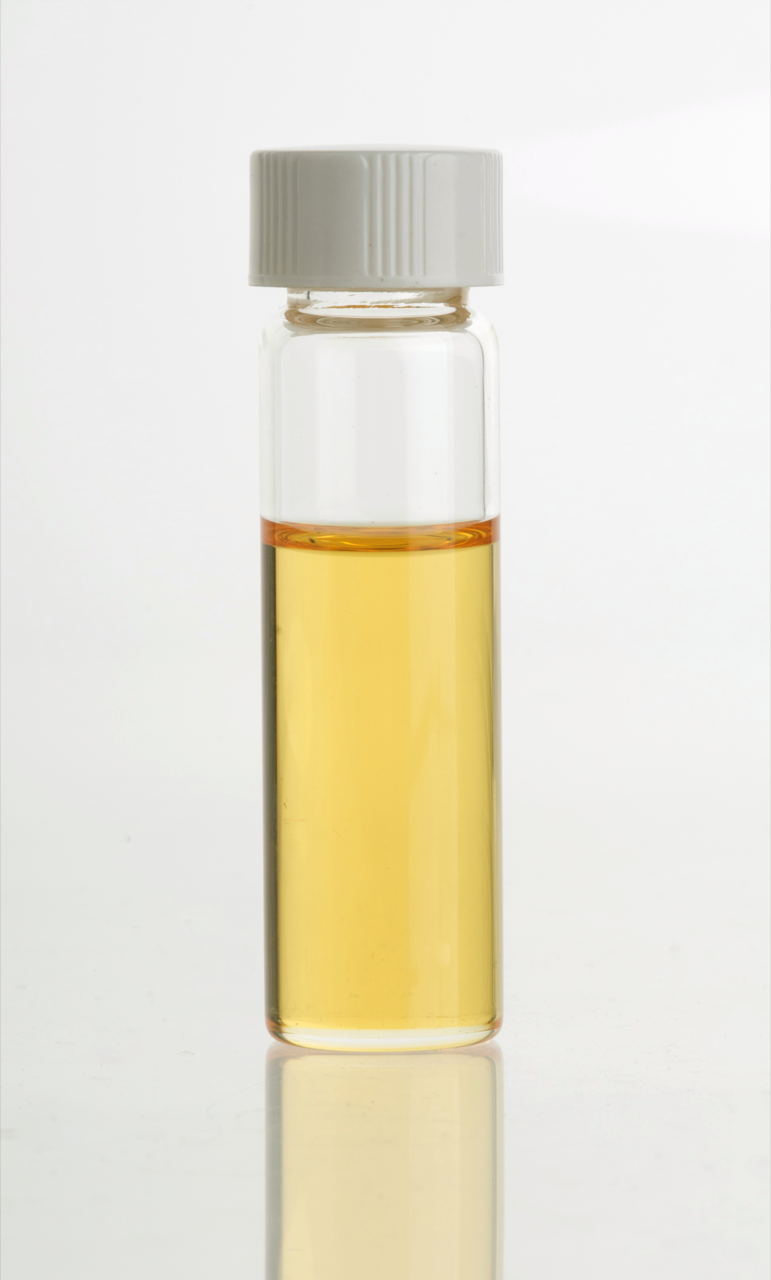
Zedernöl

Meist werden auch die Hölzer anderer Pflanzen genutzt, wie die von Zypressengewächsen (Cupressaceae), der Chinesische Wacholder (Juniperus chinensis) (China-Zedernöl) und der Virginische Wacholder (Juniperus virginiana) (Bedford-, Virginia-Zedernöl) sowie von Juniperus ashei (Texas-Zedernöl), sowie auch von der Tränen-Zypresse (Cupressus funebris) und dem Morgenländischen Lebensbaum (Platycladus orientalis) (China-Zedernöl) und von der Lawsons Scheinzypresse (Chamaecyparis lawsoniana) (Port Orford-Zedernöl) oder der Nootka-Scheinzypresse (Chamaecyparis nootkatensis) (Alaska-Zedernöl). Diese dickflüssigen Öle sind je nach Herkunft durchsichtig, hellgelb bis braun, rötlichbraun. Die Dichte beträgt ca. 0,94–0,965 g·ml−1, es sind also ziemlich schwere Öle. Sie enthalten als Hauptkomponenten die Sesquiterpene  Cedren, Thujopsen und Cedrol, wobei die China-Zedernöle etwas abweichen.
Weitere Öle sind japanische (Hiba-, Hinoki-, Sugiöl) (Japanisches Zedernöl oder Cypressenöl) und afrikanische Zedernöle von verschiedenen Arten, z. B. von dem Hiba-Lebensbaum (Thujopsis dolobrata) und der Sicheltanne (Cryptomeria japonica) sowie der Hinoki-Scheinzypresse (Chamaecyparis obtusa) und dem Ostafrikanischen Wacholder (Juniperus procera) (Kenia-, Ostafrika-Zedernöl). Auch von der Westindischen Zedrele (Cedrela odorata) (Westindisches Zedernöl) wird Öl produziert.
Auch werden Blätter und Zweige verschiedener Thuja-Arten genutzt, wie z. B. von dem Morgenländischen Lebensbaum (Platycladus orientalis) oder dem Abendländischen Lebensbaum (Thuja occidentalis), die fälschlicherweise als Zedern bezeichnet werden. Diese Gewächse haben mit den Zedern überhaupt nichts zu tun und gehören gänzlich zu anderen Pflanzenfamilien. Diese Öle sind dünnflüssiger und farblos bis grünlich-gelblich mit Camphergeruch.
Die Warnhinweise zum Zedernöl beruhen auf einer Falschdeklaration der Zedernöle mit den oben genannten Pflanzen. Denn Thujagewächse enthalten das Nervengift Thujon und dürfen auf keinen Fall mit einem Zedernöl gleichgesetzt werden. Dennoch werden nach wie vor „Thujaöle“ (Oleum thujae, Weißes Zedernöl) als ätherische Zedernöle deklariert. Aus diesem Grund muss man den botanischen Namen eines Zedernöles beachten, um Nebenwirkungen, die aus der Anwendung entstehen, zu vermeiden. Denn welches Öl sich in einem Fläschchen befindet, darüber gibt nicht der deutsche Name, sondern nur der botanische Name Auskunft.

## Verwendung
Zedernöl setzt man als Konservierungsmittel für Schränke, Kästen und Bücher (Kodizes mit Holzbindung) ein. In der Optik verwendet man es als Immersionsflüssigkeit. Es wird auch in der Parfümerie oder für medizinische Anwendungen und als Schutzmittel gegen Insekten und Schadnager verwendet. Zedernöl ist auch ein Bestandteil des bekannten Rasierwassers Pitralon Classic.